# Rimasco
Rimasco is een gemeente in de Italiaanse provincie Vercelli (regio Piëmont) en telt 150 inwoners (31-12-2004). De oppervlakte bedraagt 24,4 km², de bevolkingsdichtheid is 6 inwoners per km².

## Demografie
Rimasco telt ongeveer 85 huishoudens. Het aantal inwoners daalde in de periode 1991-2001 met 14,4% volgens cijfers uit de tienjaarlijkse volkstellingen van ISTAT.
| Jaar | Inwoneraantal |
| ---- | ------------- |
| 1991 | 180           |
| 2001 | 154           |

## Geografie
Rimasco grenst aan de volgende gemeenten: Boccioleto, Carcoforo, Fobello, Rima San Giuseppe, Rossa.